# Osorno
Osorno er en by og en kommune i Chile. Den er hovedby i Osorno-provinsen i Los Lagos-regionen. Byen har 132.245 indbyggere, og kommunen har 145.475 indbyggere, og den ligger 945 km syd for landets hovedstad, Santiago, og 105 km nord for den regionale hovedstad, Puerto Montt.
Byen ligger, hvor floderne Rahue og Damas løber sammen og centrum i et landbrugsområde med plante- og kvægavl. Kulturelt er byer formet af spanske, huiliche- og tyske traditioner.